# Phytomyza anonera
Phytomyza anonera är en tvåvingeart som beskrevs av Seguy 1951. Phytomyza anonera ingår i släktet Phytomyza och familjen minerarflugor. Inga underarter finns listade i Catalogue of Life.